# Estadio de Chimbacalle (Corredor Ecovía)
Estadio de Chimbacalle es la decimosexta estación del sistema integrado Ecovía inicialmente inaugurada en el año 2007 bajo el nombre de Piscina de Chimbacalle cuya iconografía era el icono de natación dentro de un coliseo, este estación funcionó hasta cerca del año 2010 donde se operaba el antiguo C1 que avanzaba desde este punto hasta el sector de la Plaza Argentina, donde se utilizaban los articulados volvo, este andén junto con toda la extensión hasta el andén El Censo fueron cerrados por problemas en la circulación.
En el año 2012 el andén junto con el resto de paradas asentadas en la avenida Napo fueron reabiertas como parte de la extensión sur del sistema Ecovía, actualmente la estación tiene el nombre de Estadio de Chimbacalle haciendo referencia al Estadio del sector que está muy cerca del andén, cuya iconografía es un balón de fútbol en una campo de césped, la estación también tiene un servicio de alimentador, que conecta con la estación del metro de la magdalena, tiendo carácter de estación integradora, esta parada es muy larga muy diferente a las pequeñas paradas asentadas en la 6 de Diciembre.